# Малохатка
Малохатка (укр. Малохатка) — село, относится к Старобельскому району Луганской области Украины.
Население по переписи 2001 года составляло 600 человек. Почтовый индекс — 92755. Телефонный код — 6461. Занимает площадь 0,761 км². Код КОАТУУ — 4425183501.

## История
В 1945 г. Указом ПВС УССР хутор 1-е отделение зерносовхоза имени Артема переименован в Малохатка.

## Местный совет
92755, Луганська обл., Старобільський р-н, с. Малохатка, вул. Леніна, 20 (укр.)